# Barbarzyńca (czasopismo)
Pismo antropologiczne Barbarzyńca – czasopismo naukowe wydawane w Krakowie przez Stowarzyszenie Antropologiczne „Archipelagi Kultury” przy współpracy środowiska studentów, magistrów i doktorantów Instytutu Etnologii i Antropologii Kulturowej UJ. Ukazują się w nim artykuły naukowe z dziedzin szeroko pojętej humanistyki, takich jak etnologia, antropologia kulturowa, religioznawstwo, socjologia, kulturoznawstwo, filozofia, filologia, historia sztuki itp. Autorami tekstów i zdjęć są studenci i doktoranci z różnych środowisk akademickich Polski.
Pismo „Barbarzyńca” powstało w 1999 roku. Do roku 2005 wydano 10 numerów pisma, po czym działalność redakcji uległa zawieszeniu. Na początku 2008 roku w nowym składzie redakcyjnym i po zmianie szaty graficznej pismo, jako kwartalnik, znowu zaczęło się ukazywać.
Redaktorami naczelnymi „Barbarzyńcy” byli: od 1999 do 2007 roku Mariusz Czaja, od stycznia do czerwca 2008 Marcin Bartoszek, od czerwca 2008 do stycznia 2010 Weronika Chodacz. Aktualną redaktor naczelną jest Małgorzata Roeske.
W 2015 i 2016 r. pismo miało 3 punkty na liście czasopism punktowanych Ministerstwo Nauki i Szkolnictwa Wyższego